# Veracruz
|  | Per a altres significats, vegeu «Veracruz (desambiguació)». |

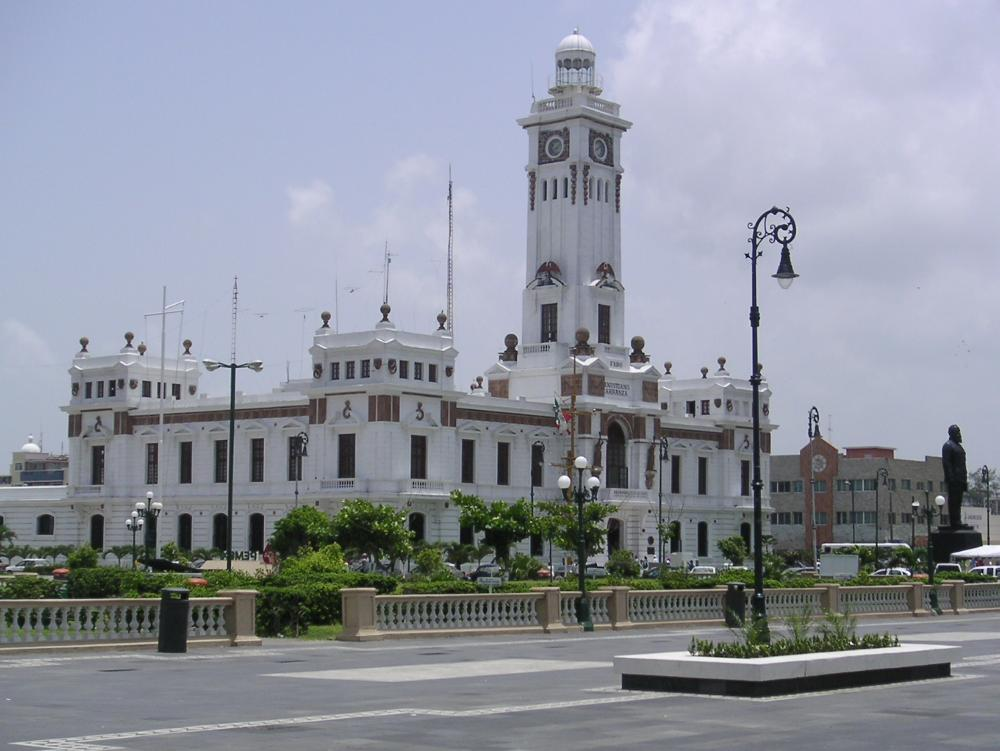
Far Carranza a Veracruz.

La ciutat de Veracruz és el port més important del Golf de Mèxic, i una de les ciutats més grans de l'estat de Veracruz. Està localitzada a 105 km a l'est de la capital de l'estat, Xalapa de Enríquez. L'àrea metropolitana de Veracruz, però, és la més gran de l'estat. Usualment la ciutat és referida com a Port de Veracruz per a diferenciar-la de l'estat homònim.
Aquest port va ser fundat per Hernan Cortés, qui hi va arribar el 1519 al començament del seu viatge cap a Tenochtitlan, durant la conquesta de Mèxic. La va anomenar La Villa Rica de la Vera Cruz, que en català significa "El Poble Ric de la Veritable Creu". Va ser el port principal de la Nova Espanya, d'on sortia la plata extreta de les mines del centre de Mèxic cap a Espanya. El port va ser aguaitat i atacat per pirates; de fet, grups de pirates van saquejar la ciutat el 1653 i el 1712. Com a resposta al perill d'atacs, es va construir la fortalesa de San Juan de Ulúa, a una petita illa de la badia, que encara existeix.
Ja que Veracruz és un port important per al comerç de Mèxic, i històricament n'era la porta d'entrada, va ser atacada en diverses ocasions, i avui porta el nom de "Quatre Vegades Heroica", en referència a l'expulsió de la invasió espanyola de 1815, l'ocupació de la marina francesa el 1838, el desembarcament de l'exèrcit de Charles de Lorencez en 1862 per la Intervenció francesa a Mèxic i la immediata batalla de Fortín i la resistència a les invasions nord-americanes el 1847 i el 1914.
La ciutat és coneguda per la seva rica tradició musical, el gènere més popular de la qual és el son jarocho, un zapateado que s'acompanya amb guitarres, requintos i arpa. Els sones més célebres són la Bamba, el Siquisisrí, el Querreque, El Ahualulco i María Chuchena.

## Fills il·lustres
- Néstor Mesta Chaires (1908-1971) tenor.